# Мельников Василь Іванович
Віктор Іванович Мельников (1920 — 1944) — старший лейтенант Робітничо-селянської Червоної Армії, учасник Німецько-радянської війни, Герой Радянського Союзу (1944).

## Життєпис
Віктор Мельников народився 9 серпня 1920 рік а в Катеринославі. Закінчив індустріальний технікум. В 1939 рік у Мельников був покликаний на службу в Робітничо-селянську Червону Армію. В 1941 рік у він закінчив Саратовське танкове училище. З червня того ж року — на фронтах Німецько-радянської війни. До березня 1944 рік а гвардії старший лейтенант Віктор Мельников командував ротою 8-го гвардійського важкого танкового полку 3-го танкового корпусу 2-ї танкової армії 2-го Українського фронту. Відзначився під час Умансько-Ботошанської операції.
6 березня 1944 року рота Мельникова, прорвавши ворожу оборону, вийшла до річки Гірський Тікич і захопила переправу через неї, після чого успішно утримала її до підходу основних сил, відбивши три контратаки противника. 7 березня в бою за станцію Поташ Маньківського району Черкаської області Української РСР рота змусила відступити противника, який кинув близько 500 танків, 1000 автомобілів, 350 гармат, велику кількість складів. 8 березня в бою на підступах до Умані танкісти Мельникова знищили 3 БТР і 2 протитанкові гармати. В ніч з 9 на 10 березня 1944 року в боях на вулицях Умані Мельников особисто знищив 2 танки і 1 самохідну артилерійську установку противника. 11 березня 1944 року в бою біля села Березівка танк Мельникова був підбитий, однак танкіст залишився в палаючому танку. Продовжуючи вести вогонь, він знищив 1 танк, 3 гармати і велику кількість солдатів і офіцерів противника, але й сам загинув. Похований в селі Тернівка Бершадського району Вінницької області України.
Указом Президії Верховної Ради СРСР від 13 вересня 1944 року за «мужність, відвагу і героїзм, проявлені в боротьбі з німецькими загарбниками» гвардії старший лейтенант Віктор Мельников посмертно був удостоєний високого звання Героя Радянського Союзу. Також посмертно був нагороджений орденом Леніна.
На честь Мельникова названа вулиця в Умані.